# Invisible (album)
Invisible är det svenska progressiva metal-bandet Nightingales femte studioalbum, utgivet 2004 av skivbolaget Black Mark Production. Låten "Still Alive" markerar slutet på The Breathing Shadow-serien.

## Låtlista
1. "Still Alive" – 4:38
2. "Invisible" – 3:38
3. "A Raincheck on my Demise" – 3:43
4. "Atlantis Rising" – 5:30
5. "To the End" – 4:55
6. "Misery" – 3:45
7. "The Wake" – 5:12
8. "One of the Lonely Ones" – 3:58
9. "Worlds Apart" – 2:55
10. "Stalingrad" – 5:19

Text: Dan Swanö (spår 2–6, 8–10), Tom Nouga/Maxus Widar (spår 1, 7)
Musik: Dan Swanö (spår 1, 4–7), Tom Nouga (spår 2, 3, 8–10)

## Medverkande
Musiker (Nightingale-medlemmar)
- Dan Swanö – sång, gitarr, keyboard
- Tom Nouga (Dag Swanö) – gitarr, keyboard, sång
- Erik Oskarsson – basgitarr, bakgrundssång
- Tom Björn – trummor

Produktion
- Dan Swanö – producent, ljudtekniker, ljudmix, mastering
- Tom Nouga – producent
- Boss (Stig Börje Forsberg) – executiv producent
- Gyula Havancsák – omslagsdesign, omslagskonst